# مادالنا، نمره اخلاق صفر
مادالنا، نمرهٔ اخلاق صفر (ایتالیایی: Maddalena, zero in condotta) فیلمی در ژانر کمدی-درام به کارگردانی ویتوریو دسیکا است که در سال ۱۹۴۰ منتشر شد. از بازیگران آن می‌توان به کارلا دل‌پوجو، ویرا برگمان، جوزپه وارنی و ویتوریو دسیکا اشاره کرد.